# Mirosław Gilski
Mirosław Gilski – polski chemik krystalograf, pracownik naukowy Wydziału Chemii Uniwersytetu im. Adama Mickiewicza w Poznaniu oraz Instytutu Chemii Bioorganicznej PAN, gdzie pracuje w Zakładzie Krystalografii – Centrum Badań Biokrystalograficznych. Specjalizuje się w krystalografii biomolekuł.

## Życiorys
W 2001 r. na Wydziale Chemii Uniwersytetu im. Adama Mickiewicza w Poznaniu obronił rozprawę doktorską pt. Struktura molekularna i właściwości asocjacyjne kationu cytydyniowego i deoksycytydyniowego w kryształach wybranych soli. Badania rentegenograficzne, którą wykonał pod kierunkiem prof. Mariusza Jaskólskiego.  Stopień doktora habilitowanego nauk chemicznych uzyskał w 2016 r., również na Wydziale Chemii UAM, na podstawie pracy pt. Metodyczne aspekty wysokorozdzielczej krystalografii makromolekuł.